# Waldick Soriano
Eurípedes Waldick Soriano (Caetité, 13 de maio de 1933 — Rio de Janeiro, 4 de setembro de 2008) foi um cantor e compositor brasileiro, ícone da música romântica popular, pejorativamente chamada brega.

## Biografia
Nascido no distrito de Brejinho das Ametistas, em Caetité, Bahia, filho de Manuel Sebastião Soriano, comerciante de ametistas no distrito de Brejinho das Ametistas, em sua cidade natal. Fato marcante de sua infância foi o abandono do lar pela mãe, Eudóxia Evangelista Garcia, a quem era muito apegado.
Em Caetité viveu sua juventude, sempre boêmia, até um incidente num clube local, que o fez buscar o destino fora da cidade. Desde muito novo era um inveterado namorador e aventureiro e, seguindo o caminho de muitos sertanejos, foi tentar a vida em São Paulo.
Antes de ingressar na carreira artística, trabalhou como lavrador, engraxate e garimpeiro. Apesar das dificuldades, conseguiu se tornar conhecido nos anos 50 com a música "Quem és tu?".
Ele se destacava por suas canções sobre "dor-de-cotovelo" e seu visual revolucionário para a época: sempre usava roupas negras e óculos escuros.
Seus maiores sucessos foram "Tortura de amor" e "Eu não sou cachorro não". Também se tornaram conhecidas outras músicas suas, tais como "Paixão de um Homem", "A Carta", "A Dama de Vermelho", "Se Eu Morresse Amanhã" e "Perfume de Gardênia".
Além disso, no cinema, foi protagonista em filmes como "Paixão de um Homem" (1972), de Egydio Eccio, baseado na vida real do cantor, e "O Poderoso Garanhão" (1973), de Antônio B. Thomé. Segundo a ANCINE, o primeiro filme contou com 1.033.912 espectadores, enquanto o segundo apenas 544.277. Em seu livro biográfico "A Vida de Waldik Soriano", Waldick disse que: "Desejava fazer filmes de qualquer jeito, expressei pela imprensa este interesse. Logo apareceram produtoras, propondo condições para as filmagens. (p. 130)”. Também fez participação especial em um capítulo do seriado "O Bem-Amado" (1980), produzido por Daniel Filho e pela Rede Globo.

### O "fenômeno" Waldick Soriano

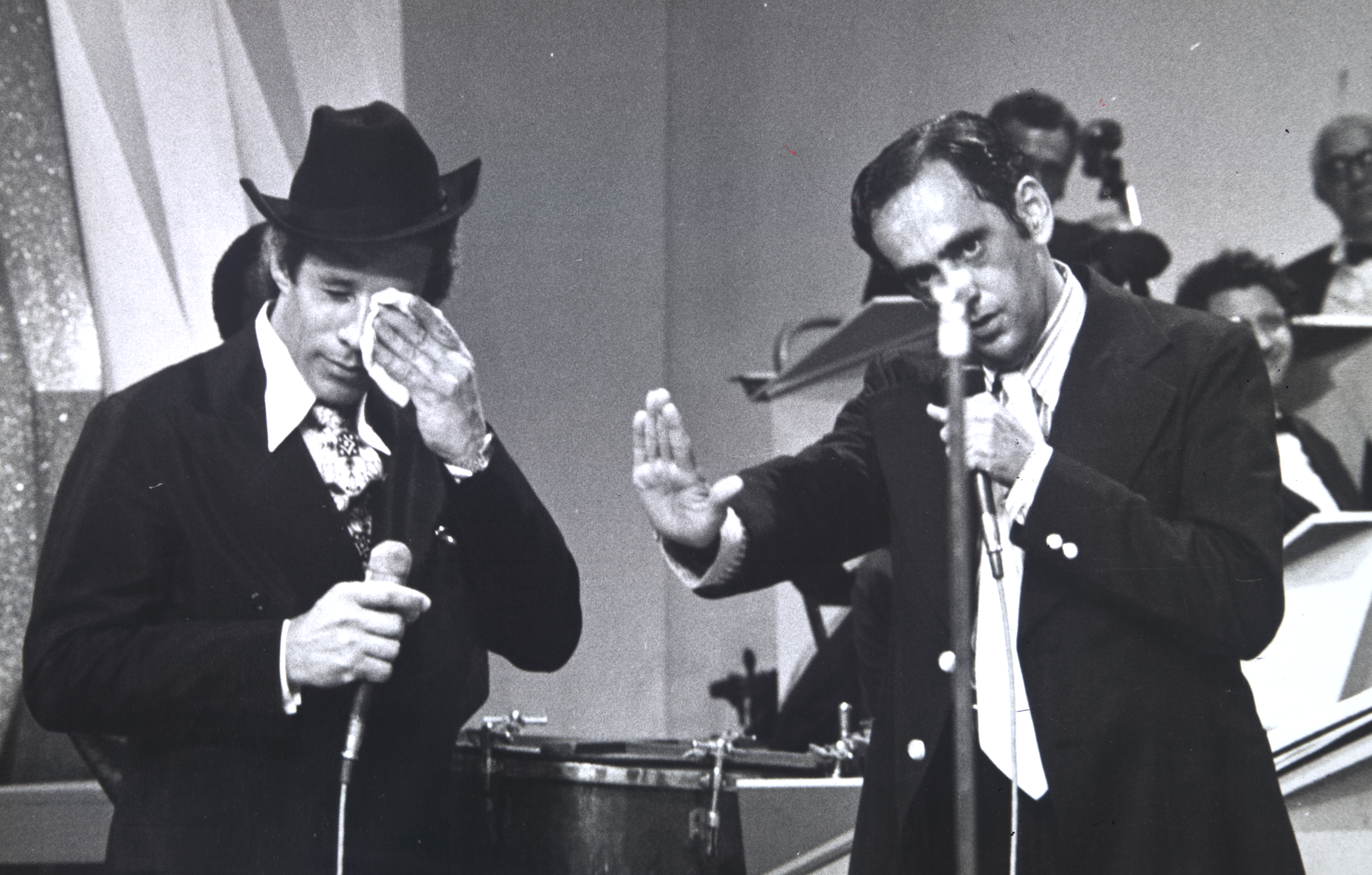
Waldick Soriano (à esquerda), na década de 70, com Flávio Cavalcanti

Batizado como Eurípedes Waldick Soriano, utilizou-se apenas do "Waldick Soriano" como nome artístico. Ganhando popularidade, tendo um nome um tanto incomum, Waldick conviveu, até o fim de sua carreira, com os erros na grafia do seu nome. Em alguns discos, seu nome aparece "Waldik", sem o "c", outras vezes, seu primeiro nome com o "V" no lugar do "W".
A posição quase marginal que o ritmo "cafona" ocupou, mereceu uma análise mais acurada e científica pelo historiador e jornalista Paulo Cesar de Araújo. Intitulado "Eu não sou cachorro, não: música popular cafona e ditadura militar" (lançado em 2002), o livro traz, já em seu título, uma referência ao cantor e sua música de maior sucesso. Ali o autor reitera, de forma veemente, seu estilo musical próprio, somente dele. Araújo conta de quando Waldick teve sua música "Tortura de Amor" censurada, em 1974, quando foi reeditada. Apesar de ser uma composição de 1962, o regime não tolerava que se falasse a palavra "tortura".
A revista "Nossa História", de dezembro de 2005, refere-se ao cantor como "o mais folclórico dos cafonas" (ano 3, nº 26, ed. Vera Cruz).
Num dos programas do apresentador Jô Soares, o músico Ubirajara Penacho dos Reis - Bira - declarou que nos anos 60 tocava apenas os sucessos de Waldick.
Incentivado pelo radialista Haroldo de Andrade (que foi morador da Praia da Bica), Waldick Soriano morou por muitos anos na carioca da Ilha do Governador; Waldick morando em Caetité, na Bahia, Haroldo arranjou a casa na Rua Magno Martins, no bairro insulano da Freguesia, no Rio de Janeiro
Na sua cidade natal, Waldick sempre foi tratado com certo menosprezo. Na aristocrática Caetité, mantinha apenas nas camadas mais populares uma fiel admiração. Ali teve dois de seus filhos, gêmeos, de forma quase despercebida, em 1966. Em meados da década de 1990, porém, a cidade teve num político o resgate do filho ilustre. O vereador Edilson Batista protagonizou uma grande homenagem, que nomeou uma das principais avenidas com o nome de Waldick. Pouco tempo depois, o SBT realizava ali um documentário, encenado por moradores locais, retratando a juventude de Waldick, sua paixão pela professora Zilmar Moura, a mudança para o sul.
Silvio Santos aliás, protagonizou com Waldick uma das mais inusitadas cenas da televisão brasileira: no abraço que deram, foram perdendo o equilíbrio até ambos caírem, abraçados, no chão. Ali, então, simularam um affair, provocando risos. No início dos anos 90, mudou-se para a cidade de Teresina onde iniciou uma parceria com o violonista Fernando Fonseca, com quem fez shows pelo país inteiro naquela que seria sua última incursão pelos palcos. Dois anos depois mudou-se para Fortaleza. Na capital cearense, ao lado do pianista Oliveira Junior continuou fazendo pequenas apresentações até ter diagnosticada a doença que o levaria à morte.
Em sua homenagem, em Praia Grande/SP, foi nomeada a rua Cantor Waldick Soriano, no bairro Tupiry.

### Doença e Morte
Waldick teve diagnosticado um câncer de próstata, em 2006. Em 2 de julho de 2008 foi divulgado que seu estado de saúde era grave, pois já ocorrera metástase. Morreu em 4 de setembro do mesmo ano, no Instituto Nacional do Câncer (Inca), em Vila Isabel, zona norte do Rio de Janeiro. Foi sepultado no Cemitério do Caju, na Zona Portuária do Rio.
Em 6 de maio de 2022, após intensos pedidos de fãs e familiares, os restos mortais de Waldick foram trasladados e sepultados no Cemitério Bosque da Paz, em Caetité, sua cidade natal, juntamente com os restos mortais de Manoel Sebastião Soriano, seu pai, e João Lima Soriano, seu sobrinho.

## Discografia
| Álbum                                               | Selo        | Ano  |
| --------------------------------------------------- | ----------- | ---- |
| Quem és tu?/Só você                                 | Chantecler  | 1960 |
| Ninguém é de ninguém                                | Chantecler  | 1960 |
| Dona do meu coração/Mais uma desventura             | Chantecler  | 1961 |
| Perdão pela minha dor/Amor de Vênus                 | Chantecler  | 1961 |
| Sede de amor/Renúncia                               | Chantecler  | 1961 |
| Waldick Soriano                                     | Chantecler  | 1961 |
| Fujo de ti/Tortura de amor                          | Chantecler  | 1962 |
| Ciúmes/Desunião                                     | Chantecler  | 1962 |
| Homenagem a Recife/Amor numa serenata               | Sertanejo   | 1962 |
| Cantor apaixonado                                   | Chantecler  | 1962 |
| Quem é você?/Vestida de branco                      | Chantecler  | 1963 |
| Foi Deus/Errei Senhor                               | Chantecler  | 1963 |
| Pobre do pobre/Se eu morresse amanhã                | Chantecler  | 1963 |
| Motivos banais/É melhor eu ir embora                | Chantecler  | 1963 |
| A justiça de Deus/Tu és meu mundo                   | Chantecler  | 1963 |
| Manaus, meu paraíso/Pisa no calo dele               | Sertanejo   | 1963 |
| Enfim você voltou/Pensei que estava sonhando        | Chantecler  | 1964 |
| Eu vou ao casamento dela/A maior injustiça do mundo | Chantecler  | 1964 |
| O elegante Waldick Soriano                          | Chantecler  | 1964 |
| Como você mudou pra mim                             | Chantecler  | 1965 |
| Waldick sempre Waldick                              | Copacabana  | 1967 |
| Boleros para ouvir, amar e sonhar                   | Copacabana  | 1967 |
| Waldick                                             | Continental | 1968 |
| Amorosamente para você                              | Tropicana   | 1970 |
| No coração do povo                                  | Continental | 1970 |
| Eu também sou gente                                 | RCA         | 1972 |
| Ele também precisa de carinho                       | RCA         | 1972 |
| Segue o teu caminho                                 | RCA         | 1974 |
| Quero ser teu escravo                               | RCA         | 1978 |
| Minha Ultima Noite                                  | Gema        | 2000 |
| Ao Vivo                                             | Gema        | 2001 |
| Ao Vivo - Só Sucesso                                | Gema        | 2002 |
| Ao Vivo "Som Livre"                                 | Som Livre   | 2007 |

## Filmografia
- Waldick, Sempre no Meu Coração (2007), direção de Patrícia Pillar.Referências

1. ↑  «Dicionário Cravo Albin da Música Popular Brasileira». Consultado em 29 de janeiro de 2013
2. 1 2  Soriano, Waldick; Campos, Bernadino (1977). A vida de Waldick Soriano. Rio de Janeiro: Codecri
3. ↑  BONFIM, Carlos. EU NÃO SOU CACHORRO, MESMO: MÚSICA POPULAR URBANA, CULTURAS JUVENIS E IDENTIDADE CULTURAL. V ENECULT - Encontro de Estudos Multidisciplinares em Cultura. Faculdade de Comunicação/UFBa, Salvador-Bahia-Brasil.
4. ↑  WALDIK Soriano. In: ENCICLOPÉDIA Itaú Cultural de Arte e Cultura Brasileiras. São Paulo: Itaú Cultural, 2021. Disponível em: <https://enciclopedia.itaucultural.org.br/pessoa531189/waldik-soriano>. Acesso em: 29 de Jun. 2021. Verbete da Enciclopédia. ISBN: 978-85-7979-060-7
5. ↑  FONSECA, Diogo. Entre o “brega” e o rock: a ressignificação da Música de Odair José. Dissertação (Mestrado em Comunicação Social) - Curso de Pós-Graduação em Comunicação da Universidade Federal Fluminense, Niterói, 2015. p. 58 a 60
6. ↑  LIMA, Izaíra Thalita da Silva; QUEIROZ, Tobias (2008). Eu não sou cachorro não: a transformação do brega em arte com elementos de cinema no DVD de Waldick Soriano (PDF). Natal: XXXI Congresso Brasileiro de Ciências da Comunicação. 15 páginas
7. ↑  ARAÚJO, P. C. de. Waldick Soriano e o mistério do brega . Revista USP, [S. l.], n. 87, p. 184-196, 2010. DOI: 10.11606/issn.2316-9036.v0i87p184-196. Disponível em: https://www.revistas.usp.br/revusp/article/view/13840. Acesso em: 30 jun. 2021.
8. ↑  VIEIRA, Leandro (4 de setembro de 2018). «Filho de Waldick Soriano afirma que pai foi muito criticado por ser abertamente popular». f5.folha.uol.com.br. Consultado em 29 de junho de 2021
9. ↑  ARAÚJO, Paulo César de (2010). Eu não sou cachorro, não: música popular cafona e ditadura militar. Rio de Janeiro: Record
10. ↑  Giovana Sanchez (4 de setembro de 2008). «Leia uma entrevista inédita com Waldick Soriano». G1. Consultado em 24 de fevereiro de 2021
11. ↑  BORÉM, Fausto. «Resenha sobre Eu não sou cachorro, não, livro de Paulo Cesar de Araújo sobre a música cafona». PER MUSI (UFMG), p. 231-234, 2014.
12. ↑  Maísa Capobiango (5 de agosto de 2012). «Memória artística da Ilha do Governador. Depois de Renato Russo, bairro reverencia Vinicius, outro nome que faz parte de sua história». jornal O Globo. Consultado em 17 de março de 2024
13. ↑  «Decreto N. 5735 DE 17 DE DEZEMBRO DE 2014». www.praiagrande.sp.gov.br. Consultado em 31 de janeiro de 2022
14. ↑  "Estado de saúde do cantor Waldick Soriano é grave" - Terra, 02/07/2008
15. ↑  Cantor Waldick Soriano morre no Rio aos 75 anos - Folha Online, 04/08/2008